# Гуран Ігор Йосипович
Гуран Ігор Йосипович (1955—2025) — український вчений-математик, спеціаліст з алгебри, топологічної алгебри та топології. Одна з його статей «On topological groups close to being Lindelöf» (Soviet Math. Dokl 23 (17), 175) має 165 цитувань.

## Біографія
Народився 23 лютого 1955 року в м. Тернополі. Закінчив навчання в СШ № 1 м. Самбора із золотою медаллю в 1972 році. В цьому ж році поступив у ЛНУ ім. І. Франка на факультет прикладної математики і механіки. В 1977 році закінчив математичний факультет з відзнакою. В цьому ж році вступив до аспірантури .1977 р. закінчив математичний факультет Львівського державного університету ім. І.Франка. В 1981 році захистив та Вченій Раді кандидатську дисертацію. З 1980 року працює на кафедрах геометрії, алгебри і топології, геометрії і топології. З 1988 року — доцент кафедри алгебри і топології. З 2004 року — заступник декана механіко-математичного факультету, з 2016 року — в.о. декана механіко-математичного факультету ЛНУ ім. І. Франка.
1981 р. захистив кандидатську дисертацію «Топологические группы и свойства их подпространств» під керівництвом проф. Олександра Архангельского.
З 1981 р. — доцент кафедри геометрії і топології Львівського національного університету імені Івана Франка.
Під керівництвом Ігоря Йосиповича захищено 2 кандидатські дисертації (Олег Гутік, Равський Олександр).
Співзвасновник наукових семінарів
- Топологія і застосування;
- Топологічна алгебра.

## Професійна діяльність
- Член Американського математичного товариства (American Mathematical Society);
- Референт реферативного журналу «Mathematical Reviews».
- Декан механіка-математичного факультету Львівського національного університету імені Івана Франка.

## Підручники
1. І. Й. Гуран, О. В. Гутік. Математика для економістів-міжнародників: Підручник. — К.: Знання, 2008. — 388 с.
2. І. Й. Гуран. Навчально-методичний посібник з аналітичної геометрії (співавт. Б. М. Бокало, В. Л. Бридун) — Львів: Видавничий центр ЛНУ ім. І. Франка, 2008. — 262 с.
3. Б. М. Бокало, В. Л. Бридун, І. Й. Гуран, Н. М. Колос. Аналітична геометрія у прикладах і задачах: Навчальний посібник. — Львів: Видавець І. Е. Чижиков, 2016. — 335 с. — (Серія «Математичний практикум»)
4. Ігор Гуран, Олег Гутік, Олександра Лисецька, Тарас Мокрицький. Диференціальна геометрія: теорія кривих і поверхонь (Підручник) — Львів, 2021—326 с.

## Наукові статті
- I.Guran, Topological groups similar to Lindelof groups // Dokl. Akad. Nauk SSSR 256 (1981), no. 6, 1305—1307.

I.Guran, Topology of an infinite symmetric group and condensations // Comment. Math. Univ. Carolin. 22 (1981), no. 2, 311—316.
- I.Guran, Spaces with pointwise countable basis // Vestnik Moskov. Univ. Ser. I Mat. Mekh. 1981, no. 2, 41--44, 87.

I.Guran, Minimal topological groups // in: Topology and set theory, 64--71, Udmurt. Gos. Univ., Izhevsk, 1982.
I.Guran, M.Zarichnyi, The Whitney topology and box products // Dokl. Akad. Nauk Ukrain. SSR Ser. A 1984, no. 11, 5--7, 87.
B.Bokalo, I.Guran, Boundedness in topological rings // Visnyk of Lviv University. Ser. Mekh.-Mat. No. 24 (1985), 60--64.
I.Guran, An example of a minimal nonmetrizable topological group of countable pseudocharacter // Dokl. Akad. Nauk Ukrain. SSR Ser. A 1986, no. 1, 6--9, 88.
I.Guran, I.Pukach, Embedding of topological vector spaces and minimal vector topologies // Visnyk of Lviv Univ. Ser. Mekh.-Mat. No. 25 (1986), 56--60.
I.Guran, On a problem of Arkhangelskii // Visnyk of Lviv Univ. Ser. Mekh.-Mat. No. 30 (1988), 66--67,.
I.Guran, M.Zarichnyi, The space of continuous functions, and box products // Izv. Vyssh. Uchebn. Zaved. Mat. 1991, no. 11, 22--24 ; translation in Soviet Math. (Iz. VUZ) 35 (1991), no. 11, 22--24.
I.Guran, Condensation of topologically inverse semi-groups // in: Application of topology in algebra and differential geometry (Tartu, 1991). Tartu Ul. Toimetised No. 940 (1992), 47--50.
B.Bokalo, I.Guran, Sequentially compact Hausdorff cancellative semigroup is a topological group // Matem. Studii. 6 (1996), 39--40.
I.Guran, Some open problems in the theory of topological groups and semigroups // Mat. Studii. 10:2 (1998), 223—224.
T.Banakh, I.Guran, O.Gutik, Free topological inverse semigroups // Matem. Studii. 15:1 (2001), 23--43.
I.Guran, M.Zarichnyi, Universal countable-dimensional topological groups // Topology Appl. 128:1 (2003), 55--61.
I.Guran, M. Zarichnyi, On normality of the strong-weak topology // Mat. Visn. Nauk. Tov. Im. Shevchenka No. 3 (2006), 227—232.
T.Banakh, B.Bokalo, I.Guran, T.Radul, M.Zarichnyi, Problems from the Lviv topological seminar // in: Open Problems in Topology, II (E.Pearl ed.), Elsevier, 2007, p.655-667.
I.Guran, Janos Bolyai in Lviv // Symmetry: Art and Science, The Journal of ISIS-Symmetry, 1-4 (2008), 146—149,.
T.Banakh, I.Guran, A.Ravsky, Characterizing meager paratopological groups // Appl. Gen. Topol. 12 (2011), no. 1, 27-33.
A.I.Gatalevich, I.I.Guran, B.V.Zabavskyi, et al. Vasyl Ivanovych Andriychuk (September 18, 1948–July 7, 2012), Mat. Stud. 38:2 (2012), 218—219.
T.Banakh, I.Guran, I.Protasov, Algebraically determined topologies on permutation groups, Topology Appl. 159:9 (2012), 2258—2268.
T.Banakh, I.Guran, Perfectly supportable semigroups are σ-discrete in each Hausdorff shift-invariant topology, Topological Algebra and Applications, 1 (2013) 1–8.
I.Guran, Ya.Prytula, Jozef Schreier "On finite base in topological groups, Mat. Stud. 39:1 (2013), 3--9.
T.Banakh, R.Grigorchuk, I.Guran, et al. Igor Volodymyrovych Protasov, Algebra Discrete Math. 17:2 (2014), C--F.

## НАУКОВЦІ УКРАЇНИ
http://prima.lnu.edu.ua/faculty/mechmat/Departments/Topology/guranu.html [Архівовано 30 січня 2020 у Wayback Machine.]
- Ігор Гуран

https://search.rsl.ru/ru/record/01001605577
http://library.univer.kharkov.ua/OpacUnicode/index.php?url=/notices/index/IdNotice:487880/Source:default
http://94.158.152.98/opac/index.php?url=/auteurs/view/122095/source:default